# Волков, Илья Николаевич
Илья́ Никола́евич Во́лков (род. 4 сентября 1985 года в Табошаре, Ленинабадская область, Таджикская ССР, СССР, ныне город Истикол Согдийской области) — российский следж-хоккеист таджикского происхождения. Нападающий сборной России по следж-хоккею. Серебряный призёр Паралимпийских игр 2014. Бронзовый призёр чемпионата мира по следж-хоккею 2013 года. Победитель чемпионата Европы по следж-хоккею 2016 года. Мастер спорта России международного класса.

## Биография
Илья родился в городе Табошар Таджикистана. В возрасте 4 лет его семья переехала в Кирово-Чепецк Кировской области, где Илья стал заниматься спортом.
С раннего детства мечтал заниматься спортом. В 11 лет попал под поезд и потерял ногу, но всегда старался быть активным и занимался спортом на уроках физкультуры (хоть оценок мне и не ставили) и во дворе с друзьями. В нашем регионе паралимпийский спорт не развивался, из-за этого перспектив большого спорта видно не было. Когда приехал в Москву, первое, чем занялся, был волейбол сидя. Там меня и порекомендовали в следж-хоккей. Этот вид спорта меня заворожил, и вот уже в течение трёх с небольшим лет я с удовольствием им занимаюсь! 
Четырёхкратный чемпион страны в составе команды «Феникс» (Химки) — в сезонах 2010—2011, 2011—2012, 2014—2015, 2015—2016). Дважды становился серебряным призёром чемпионата (сезоны 2012—2013, 2013—2014). В составе сборной России с 2013 года.
В сезоне 2011—2012 году стал лучшим бомбардиром первенства России. В 2016 году перешёл в ханты-мансийский клуб «Югра».
Участник шоу «Большие гонки» (2014).

## Награды
- Медаль ордена «За заслуги перед Отечеством» I степени (17 марта 2014 года) — за большой вклад в развитие физической культуры и спорта, высокие спортивные достижения на XI Паралимпийских зимних играх 2014 года в городе Сочи[2]